# Presidenti della Provincia autonoma di Trento

Stemma della Provincia autonoma di Trento

Il presidente della Provincia autonoma di Trento è il capo del governo della Provincia autonoma di Trento. Egli rappresenta la Provincia, dirige la politica provinciale e ne è responsabile.
Con le modifiche attuate dalla legge costituzionale 31 gennaio 2001, n. 2 la potestà legislativa in materia di sistema di elezione e forma di governo è attribuita alla provincia autonoma. L'elezione del presidente in Trentino, a partire dal 2003, è diretta e contestuale all'elezione del Consiglio provinciale e con l'appartenenza del presidente allo stesso, secondo quanto previsto dalla legge elettorale provinciale.
È eleggibile a presidente qualunque cittadino iscritto nelle liste elettorali e residente in un comune della regione, che abbia compiuto o compia il diciottesimo anno di età entro il giorno dell'elezione. Non è immediatamente rieleggibile a presidente della provincia chi è stato eletto alla carica nelle due precedenti consultazioni elettorali.

## Lista

### Presidenti della Giunta provinciale straordinaria (1923)
| N° | Presidente | Presidente | Presidente               | Partito                   | Inizio mandato   | Fine mandato   | Note  |
| -- | ---------- | ---------- | ------------------------ | ------------------------- | ---------------- | -------------- | ----- |
| 1  |            |            | Enrico Conci (1866-1960) | Partito Popolare Italiano | 14 febbraio 1923 | 13 agosto 1923 | [ 4 ] |

### Presidenti della Deputazione provinciale (1945-1948)
| N° | Presidente | Presidente | Presidente                   | Partito              | Inizio mandato   | Fine mandato     | Note  |
| -- | ---------- | ---------- | ---------------------------- | -------------------- | ---------------- | ---------------- | ----- |
| 1  |            |            | Pietro Romani (1885-1973)    | Democrazia Cristiana | 7 maggio 1945    | 17 febbraio 1947 | [ 5 ] |
| 2  |            |            | Giuseppe Balista (1901-1977) | Democrazia Cristiana | 17 febbraio 1947 | 20 dicembre 1948 | [ 6 ] |

### Presidenti della Provincia (dal 1948)
| N°                           | Presidente          | Presidente          | Presidente                                  | Partito                                  | Inizio mandato      | Fine mandato         | Coalizione          | Coalizione          | Legislatura         |
| Provincia di Trento          | Provincia di Trento | Provincia di Trento | Provincia di Trento                         | Provincia di Trento                      | Provincia di Trento | Provincia di Trento  | Provincia di Trento | Provincia di Trento | Provincia di Trento |
| ---------------------------- | ------------------- | ------------------- | ------------------------------------------- | ---------------------------------------- | ------------------- | -------------------- | ------------------- | ------------------- | ------------------- |
| 1                            |                     |                     | Giuseppe Balista (1901-1977)                | Democrazia Cristiana                     | 20 dicembre 1948    | 19 dicembre 1952     |                     | DC                  | I (1948)            |
| 2                            |                     |                     | Remo Albertini (1920-2005)                  | Democrazia Cristiana                     | 19 dicembre 1952    | 14 dicembre 1956     |                     | DC                  | II (1952)           |
| 3                            |                     |                     | Riccardo Rosa (1902-1970)                   | Democrazia Cristiana                     | 14 dicembre 1956    | 30 dicembre 1960     |                     | DC                  | III (1956)          |
| 4                            |                     |                     | Bruno Kessler (1924-1991)                   | Democrazia Cristiana                     | 30 dicembre 1960    | 11 febbraio 1965     |                     | DC                  | IV (1960)           |
| 4                            | 11 febbraio 1965    | 24 febbraio 1969    | Bruno Kessler (1924-1991)                   | Democrazia Cristiana                     |                     | DC-PSI               | V (1964)            |                     |                     |
| 4                            | 24 febbraio 1969    | 13 marzo 1974       | Bruno Kessler (1924-1991)                   | Democrazia Cristiana                     |                     | DC                   | VI (1968)           |                     |                     |
| Provincia autonoma di Trento |                     |                     |                                             |                                          |                     |                      |                     |                     |                     |
| 5                            |                     |                     | Giorgio Grigolli (1927-2016)                | Democrazia Cristiana                     | 13 marzo 1974       | 15 marzo 1979        |                     | DC-PSDI-PRI         | VII (1973)          |
| 6                            |                     |                     | Flavio Mengoni (1929-2013)                  | Democrazia Cristiana                     | 15 marzo 1979       | 5 marzo 1984         |                     | DC-PRI              | VIII (1978)         |
| 6                            | 5 marzo 1984        | 30 ottobre 1985     | Flavio Mengoni (1929-2013)                  | Democrazia Cristiana                     |                     | DC-PSDI-PLI          | IX (1983)           |                     |                     |
| 7                            |                     |                     | Pierluigi Angeli (1938)                     | Democrazia Cristiana                     | 30 ottobre 1985     | 16 febbraio 1989     | IX (1983)           |                     | DC-PSI-PRI          |
| 8                            |                     |                     | Mario Malossini (1947)                      | Democrazia Cristiana                     | 16 febbraio 1989    | 4 giugno 1992        |                     | DC-PSI              | X (1988)            |
| 9                            |                     |                     | Gianni Bazzanella (1940)                    | Democrazia Cristiana                     | 4 giugno 1992       | 4 marzo 1994         |                     | DC-PSI-PSDI         | X (1988)            |
| 10                           |                     |                     | Carlo Andreotti (1943)                      | Partito Autonomista Trentino Tirolese    | 4 marzo 1994        | 24 febbraio 1999     |                     | PATT-PRI-PSDI       | XI (1993)           |
| 11                           |                     |                     | Lorenzo Dellai (1959)                       | Civica Margherita Unione per il Trentino | 24 febbraio 1999    | 26 ottobre 2003      |                     | CM-DS-FdV           | XII (1998)          |
| 11                           | 26 ottobre 2003     | 26 ottobre 2008     | Lorenzo Dellai (1959)                       | Civica Margherita Unione per il Trentino |                     | CM-DS-PATT-FdV       | XIII (2003)         |                     |                     |
| 11                           | 26 ottobre 2008     | 29 dicembre 2012    | Lorenzo Dellai (1959)                       | Civica Margherita Unione per il Trentino |                     | PD-UpT-PATT-FdV-IdV  | XIV (2008)          |                     |                     |
| –                            |                     |                     | Alberto Pacher (vicepresidente f.f.) (1956) | Partito Democratico                      | 29 dicembre 2012    | PD-UpT-PATT-FdV-IdV  | XIV (2008)          | 9 novembre 2013     |                     |
| 12                           |                     |                     | Ugo Rossi (1963)                            | Partito Autonomista Trentino Tirolese    | 9 novembre 2013     | 2 novembre 2018      |                     | PD-UpT-PATT         | XV (2013)           |
| 13                           |                     |                     | Maurizio Fugatti (1972)                     | Lega per Salvini Premier                 | 2 novembre 2018     | 7 novembre 2023      |                     | LSP-FI-Civiche      | XVI (2018)          |
| 13                           | 7 novembre 2023     | in carica           | Maurizio Fugatti (1972)                     | Lega per Salvini Premier                 |                     | LSP-FdI-PATT-Civiche | XVII (2023)         |                     |                     |